# Velvet Sky
Jamie Lynn Szantyr (ur. 2 czerwca 1981 w New Britain) – amerykańska wrestlerka. W latach 2007–2012 i 2012–2016 pracowała w Total Nonstop Action Wrestling (TNA) pod pseudonimem ringowym Velvet Sky. W 2008 utworzyły wraz z Angeliną Love grupę o nazwie The Beautiful People, która miała znaczący wpływ na rozwój dywizji kobiet w TNA, jak i historię kobiecego wrestlingu.
Karierę zawodniczą rozpoczęła w 2002. Na scenie niezależnej walczyła pod kilkoma pseudonimem – Miss Talia, Talia, Talia Doll i Talia Madison. W tym czasie największe sukcesy odnosiła w Women’s Extreme Wrestling i World Extreme Wrestling. W TNA zdobyła dwukrotnie TNA Knockouts Championship oraz została TNA Knockouts Tag Team Championką wraz z Madison Rayne i Lacey Von Erich (jako The Beautiful People) na zasadzie Freebird rule.

## Dzieciństwo i młodość
Jamie Lynn Szantyr urodziła się 2 czerwca 1981 w New Britain w stanie Connecticut, ale wychowywała się w Waterbury. W wieku siedmiu lat zaczęła grę w miejscowej lidze softballu, natomiast w szkole średniej, Kaynor Technical High School, uprawiał również cheerleading, lekkoatletykę i brała udział w biegach przełajowych. Będąc fanką wrestlingu od dziecka, za radą wrestlera Bull Dredda, postanowiła spróbować swoich sił w tej rozrywce sportowej. W listopadzie 2001 rozpoczęła treningi wrestlingu w szkółce Kevina Landry’ego, ćwiczyła także House of Pain Pro Wrestling Dojo pod okiem Jasona Knighta.

## Kariera wrestlerki

### Scena niezależna (2002–2007)

#### World Extreme Wrestling (2002, 2004–2007)

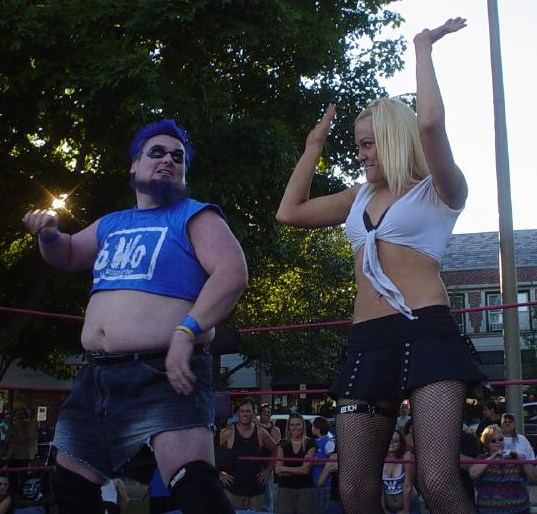
Blue Meanie i Talia Madioson w 2005 podczas występu dla jednej z federacji sceny niezależnej

Szantyr zadebiutowała na trzeciej gali World Extreme Wrestling (WEW) jako Talia, zwyciężając Trinity. Dwa lata później, pod pseudonimem ringowym Talia Madison, stworzyła tag team pod nazwą The Madison Girlz z Tiffany Madison. Zespół zdobył WEW World Tag Team Championship 14 maja 2004 po wygranej z Angel Orsini i Simply Luscious. Ich panowanie trwało 105 dni. Obroniły mistrzostwo 27 sierpnia w walce przeciwko Booty Call (Baby Phatt i Becky Bayless), po czym tego samego dnia utraciły tytuł na rzecz Hell's Belles (Annie Social i Shane Hardcore). Na szesnastej i siedemnastej gali federacji The Madison Girlz próbowały bezskutecznie odzyskać WEW World Tag Team Championship.
Drugie panowanie z pasem drużynowym rozpoczęła wspólnie z April Hunter jako Team T&A, zwyciężając na dwudziestej czwartej gali WEW Amber O'Neal i Lollipop. W następnym wydarzeniu wygrały z rywalkami walkę rewanżową, która odbyła się w stypulacji Loser Leaves Town, następnie pokonały Annie Social i Sumie Sakai. Z niewiadomych przyczyn tytuł w 2007 został zawieszony.
Kolejnym sukcesem Talii Madison było odebranie Angel Orsini WEW World Championship na trzydziestej gali federacji. Był to zarazem ostatni pojedynek Szantyr w World Extreme Wrestling, a tytuł mistrzowski został zawieszony we wrześniu 2007.

#### World Xtreme Wrestling (2004–2007)
Szantyr zadebiutowała w World Xtreme Wrestling (WXW) 12 marca 2004 pod pseudonimem Talia, pokonując Alere Little Feather. Dwa miesiące później, 29 maja, wzięła udział w sześcioosobowym Battle Royalu, którego stawką było zawieszone WXW Women’s Championship. Talia pokonała wszystkie rywalki i sięgnęła po tytuł. Utrzymała mistrzostwo przez 405 dni, broniąc go sukcesywnie w walkach przeciwko April Hunter, Cindy Rogers, Ariel, Alere Little Feather, Luscious Lily, ponownie Cindy Rogers, Officer Mercy, ponownie Alere Little Feather i Alicii w Triple Threat matchu, Krissy Vaine oraz Mercedes Martinez. Serię zwycięstw Talii w obronie WXW Women’s Championship została przerwana 8 lipca 2005, gdy została pokonana przez Mercedes Martinez. Później dwukrotnie brała udział w meczach o to mistrzostwo, jednak musiała uznać wyższość Martinez w Three Way matchu (trzecia zawodniczką była Krissy Vaine) i Cindy Rogers. Talia stoczyła ostatni pojedynek dla federacji 8 lutego 2007, gdy pokonała Alicię i Cha Cha.

#### Defiant Pro Wrestling (2005–2007)
Talia Madison uczestniczyła 8 października 2005 w sześcioosobowym Battle Royalu o DPW Women’s Championship, który wygrała Nikki Roxx. Cztery miesiące później, 8 kwietnia 2006, pokonała Alere Little Feather i Nikki Roxx w Three Way matchu, zdobywając mistrzostwo kobiet. Utrzymała je przez 223 dni, broniąc je przeciwko Mercedes Martinez, Missy Sampson, w ośmioosobowym Sole Survivor matchu i ponownie przeciwko Martinez w Last Woman Standing matchu. 17 listopada uległa Martinez w Three Way matchu; trzecią uczestniczką była Nikki Roxx. W lutym 2007 Talia Madison wzięła udział w turnieju, który miał wyłonić pretendentkę do tytułu kobiecego. W finałowej rundzie pokonała Cindy Rogers, nie skorzystała jednak z tej szansy, kończąc występy w federacji.

#### Women Superstar Uncensored (2006–2007)
Szantyr zadebiutowała w Women Superstar Uncensored (WSU) 15 grudnia 2006, pokonując April Hunter, następnie 3 marca 2007 odniosła zwycięstwo nad Daffney. W Pro Wrestling Syndicate, 7 września 2007, przegrała z Alicią pojedynek o WSU Women’s Championship.

#### Inne federacje
Szantyr występowała również w innych federacjach sceny niezależnej w Stanach Zjednoczonych, Kanadzie i Meksyku, takich jak: Delaware Championship Wrestling, Pro Pain Pro Wrestling, Jersey All Pro Wrestling, National Wrestling Alliance, Lucha Libre Femenil (z April Hunter jako T&A), Big Time Wrestling, TNT Pro Wrestling, Blackball’d Wrestling Organization, Top Rope Promotions, Full Impact Pro, Northeast Wrestling, Victory Pro Wrestling, Carolina Wrestling Federation Mid-Atlantic, Wrestling Fan Xperience, National Wrestling Superstars, Georgia Wrestling Alliance, Universal Wrestling Association. W tym czasie zdobyła GWA Ladies Championship, TNT Women’s Championship i UWA Women’s Tag Team Championship z Ariel.

### World Wrestling Entertainment (2005, 2006, 2007)
Szantyr pojawiła się w World Wrestling Entertainment kilkukrotnie. 24 lutego 2005 uczestniczyła w przyjęciu JBL-a Celebration of Excellence, zorganizowanego w odcinku SmackDown. Pięć miesięcy później, 11 lipca, została pokonana przez Victorię w meczu nagranym na potrzeby programu WWE Heat; emisja odbyła się 17 lipca. 2 stycznia 2006 pełniła wraz z Trinity rolę podstawionej osoby z publiczności, które zostały wybrane do tańca z The Heart Throbs po ich zwycięskim meczu. W 2007 wzięła udział w piątej edycji Diva Search, jednak nie weszła do czołowej ósemki zawodów.

### Total Nonstop Action Wrestling (2007–2012)

#### Velvet-Love Entertainment (2007–2008)

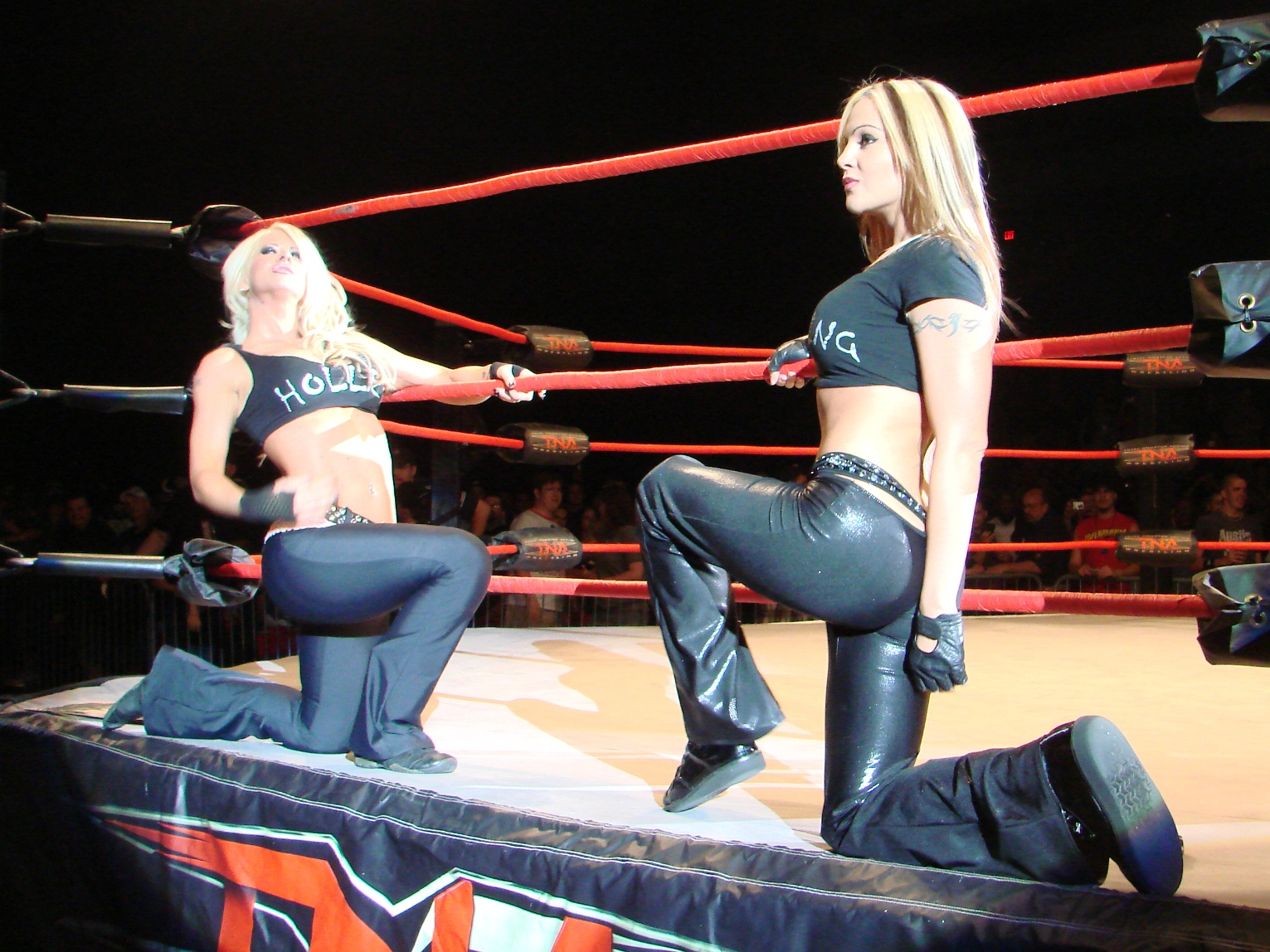
The Beautiful People (z lewej Angelina Love, z prawej Velvet Sky)

Gdy Total Nonstop Action Wrestling ogłosiło utworzenie własnej dywizji kobiet w 2007, Szantyr, używając pseudonimu Talia Madison, została zapowiedziana jako jedna z dziesięciu uczestniczek Gauntlet matchu, który miał wyłonić pierwszą TNA Women’s World Championkę na Bound for Glory (14 października). Przed wydarzeniem wzięła udział w odcinku programu TNA Today (5 października), a 11 października stanęła przy ringu z innymi Knockoutkami, obserwując debiutancki pojedynek Amazing Kong mierzącej się z Gail Kim. Na Bound for Glory została wyeliminowana z pojedynku przez Kim. W listopadzie pseudonim Szantyr został zmieniony na Velvet Sky.
Na Turning Point (2 grudnia) Sky i Angelina Love zawarły sojusz nazwany Velvet-Love Entertainment i odniosły zwycięstwo nad ODB i Roxxi Laveaux, po czym wspierały Gail Kim w jej meczu przeciwko Awesome Kong oraz próbowały rozdzielić obie zawodniczki w czasie pomeczowej bójki, podobnie jak 6 grudnia w odcinku Impactu! i na Final Resolution (6 stycznia 2008).
Pod koniec lutego Roxxi Laveaux przepowiedziała grupie, że stanie się coś złego (przegrana Love z Awesome Kong), jednak wówczas Love i Sky zignorowały to ostrzeżenie. 6 marca przeprosiły Roxxi i w ramach zadośćuczynienia zaproponowały jej zmianę wizerunku (makeover), którą przeprowadziły 13 marca, brutalnie ją atakując, a następnie tego samego wieczoru napadły na Kim, gdy Sky przegrała z nią mecz.

#### The Beautiful People (2007–2011)

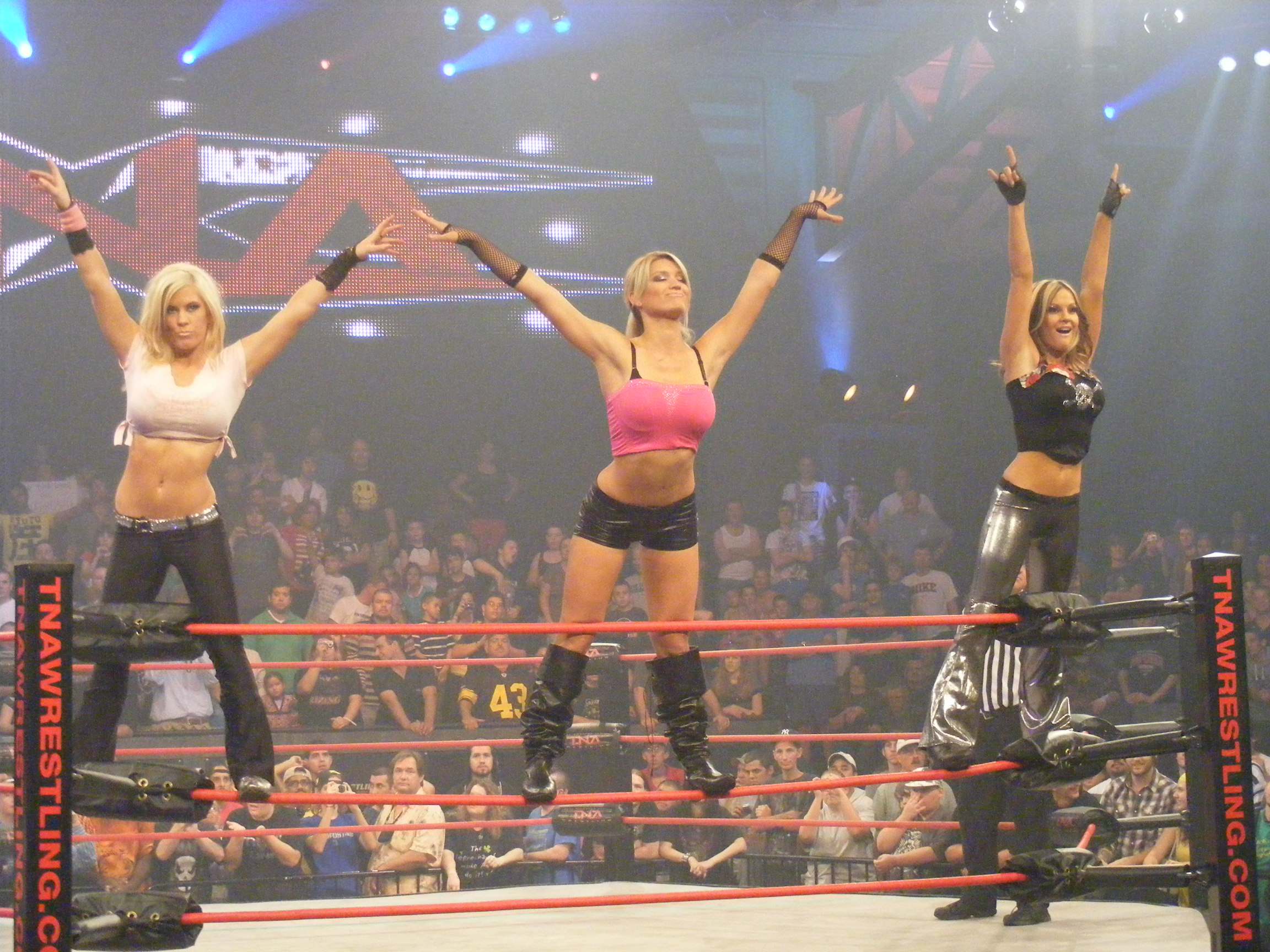
The Beautiful People (z lewej Madison Rayne, w środku Lacey Von Erich, z prawej Velvet Sky) w grudniu 2009

Po przejściu heel turnu zawodniczki porzuciły przydomek Velvet–Love Entertainment, przyjmując nową nazwę, The Beautiful People. Przybrały wizerunek primadonn, brzydzących się i znieważających każdą osobę, którą uznały za nieatrakcyjną fizycznie. Wzięły udział w ośmioosobowym Queen of the Cage matchu na Lockdown (13 kwietnia), gdzie w ostatniej fazie pojedynku Roxxi Laveaux pokonała Angelinę Love i została pretendentką do walki o mistrzostwo kobiet. Sky i Love uczestniczyły w Battle Royal Ladder matchu na Sacrifice, wygranym przez Gail Kim. W tym czasie ich znakiem rozpoznawczym po pokonaniu rywalek stało się wkładanie na ich głowy prześmiewczych papierowych toreb. Wkrótce do The Beautiful People dołączyła Moose. Pomagała ona grupie w rywalizacji z ODB, Roxxi i Kim, ale w wyniku kontuzji na scenie niezależnej szybko została z niej odsunięta.
W trzecim lipcowym odcinku Impactu! Velvet Sky uzyskała szansę walki z mistrzynią Knockoutek, Taylor Wilde, po zwycięstwie w dziesięcioosobowym Gauntlet matchu. Przegrała mecz w ciągu pięciu sekund, po czym, w natychmiastowym rewanżu, uległa rywalce w 21 sekund, a w trzecim spotkaniu poniosła porażkę w wyniku dyskwalifikacji, gdy doszło do interwencji Angeliny Love. Wraz z Love zaatakowały Wilde po meczu i zanim ta otrzymała pomoc ze strony Gail Kim i ODB, założyły jej torbę na głowę. Tydzień później Kim i Wilde zwyciężyły The Beautiful People w Tag Team matchu. Po zakończonym pojedynku doszło między zawodniczkami do bójki, do której dołączyła również Awesome Kong i Raisha Saeed. ODB i Roxxi Laveaux wsparły protagonistki. Na Hard Justice (10 sierpnia) Love, Sky i Kong zostały pokonane przez Kim, ODB i Wilde. W sierpniu Cute Kip został menadżerem grupy. Na Bound for Glory IV trójka antagonistów przegrała z ODB, Rhaką Khan i Rhino.
W drugim odcinku Impactu! w 2009 Wilde i Roxxi wyjawiły Angelinie Love i Velvet Sky, że wszystkie zadania wykonywane przez nie na przełomie grudnia i stycznia dla The Governor Sarah Palin (ubieranie się w niemodną odzież, brak makijażu, praca w domowym zoo), które miały sprawić, że zostaną członkiniami jej gabinetu w Białym Domu, jak i uwierzenie udawanej przez Daffney polityk, miały na celu uwidocznienie głupoty antagonistek oraz wzięcia na nich odwetu za wszystkie krzywdy, jakie wyrządziły Knockoutkom. Po zakończeniu złośliwej krytyki i wyszydzeniu na głowy Love i Sky została wylana brunatna ciecz. W następnym tygodniu The Beautiful People brutalnie zaatakowały The Governor za kulisami dopóki nie zostały powstrzymane przez Cute’a Kipa. 5 lutego zespół zemścił się na Roxxi i Wilde w wyniku pokonania ich w Tag Team matchu, a następnie założenia im toreb. The Governor przegoniła antagonistki.
Rywalizacja The Beautiful People z Wilde zaogniła się, gdy wygrały z nią Tag Team match, w trakcie którego Madison Rayne przeszła na stronę antagonistek, atakując Wilde. Tydzień później grupa odniosła zwycięstwo w Four Corners Tag Team matchu przeciwko Awesome Kong i Raishie Saeed, Rhace Khan i Sojourner Bolt oraz Wilde i Roxxi. 12 marca Love i Sky zapowiedziały, że Rayne będzie musiała przejść inicjację, a jej pierwszym zadaniem bojowym będzie walka z Taylor Wilde, którą Rayne ostatecznie przegrała. Wkrótce zespół zaczął pozostawiać swój znak rozpoznawczy na przeciwniczkach w postaci obcinania im pukli włosów, w ten sposób również Love dążyła do walki o TNA Knockouts Championship. Ich pierwszą ofiarą została The Governor. Na Destination X (15 marca) trio nie sprostało Wilde, Roxxi i The Governor. The Beautiful People kontynuowały strzyżenie rywalek, kolejno ośmieszając Raishę Saeed, Taylor Wilde, a po Six Woman Tag Team matchu, rozegranym 16 kwietnia, z tymi rywalkami oraz Awesome Kong, obcięły włosy ostatniej z nich. Na Lockdown (19 kwietnia) Love pokonała Kong w meczu o TNA Knockouts Championship. Trzy zawodniczki zorganizowały 23 kwietnia imprezę z okazji tego sukcesu, jednocześnie Rayne została ogłoszona oficjalnie członkinią zespołu. Przyjęcie przerwała była mistrzyni, niszcząc wszystko dookoła, następnie w kolejnych odcinkach Impactu! zwyciężyła Rayne, Sky i Cute Kipa w Stretcher matchach, jednak na Sacrifice (24 maja) nie udało jej się odzyskać tytułu mistrzowskiego należącego do Love.
Pod koniec maja The Beautiful People rozpoczęły spór z Tarą, która zamierzała zostać nową TNA Knockouts Championship. 11 czerwca Tara pokonała Madison Rayne w swoim debiutanckim pojedynku, w lipcu zaś zaczęła pojawiać się w ringu z tarantulą, o nazwie Poison. 1 lipca, po wygranym Tag Team matchu z The Beautiful People, położyła pająka na nieprzytomnej Velvet Sky. Gdy tydzień później chciała zrobić to samo po raz drugi po zwycięstwie nad Sky, Love zgodziła postawić swoje mistrzostwo kobiet na szali, które Tara wygrała tego samego dnia, lecz na Victory Road (19 lipca) utraciła je na rzecz poprzedniej mistrzyni. Poróżniwszy się z ODB i Codym Deanerem, Love i Sky miały zmierzyć się z nimi w Tag Team matchu na Hard Justice (13 sierpnia). Na szali pojedynku znalazło się również TNA Knockouts Championship.
Na gali Hard Justice (13 sierpnia) Rayne przypadkowo spowodowała utratę mistrzostwa przez Love. Rayne miała zmierzyć się z nią w następnym odcinku Impact; Love zaatakowała przeciwniczkę przed rozpoczęciem pojedynku, szybko przypięła ją, a po walce wraz z Velvet Sky włożyła jej na głowę papierową torbę. Przed dalszym upokorzeniem ocaliły ją Tara i Christy Hemme. 10 września Rayne połączyła siły z Roxxi w pierwszej rundzie turnieju o nowo powstałe TNA Knockouts Tag Team Championship przeciwko The Beautiful People; nie zdołały pokonać rywalek. W następnym tygodniu Rayne ponownie połączyła siły z The Beautiful People, pomagając Love i Sky wygrać walkę półfinałową. Po meczu zawodniczka przeprosiła swoje przyjaciółki i powróciła do drużyny. Na No Surrender (20 września) zastąpiła Love, która miała problemy wizowe, w przegranym starciu finałowym przeciwko Saricie i Taylor Wilde. W odcinku Impactu z 1 października  Rayne i Sky przeprosiły fanów TNA i Knockoutki za niesportowe zachowanie. Zaprosiły do ringu Saritę i Taylor Wilde, wyzwały je na towarzyskie starcie drużynowe na gali Bound for Glory, uścisnęły ich dłonie, po czym znienacka zaatakowały mistrzynie. Szalę zwycięstwa w bójce na stronę The Beautiful People przechyliła debiutująca Lacey Von Erich – nowa członkini stajni. Tydzień później Rayne, Velvet Sky, Alissą Flash i Traci Brooks pokonały Saritę, Taylor Wilde, Hamadę oraz Christy Hemme; w walce interweniowała Lacey Von Erich.
15 października The Beautiful People wygrały walkę przeciwko ODB, Awesome Kong i Tarze, nie zdołały natomiast wygrać walki rewanżowej o TNA Knockouts Tag Team Championship na Bound for Glory. Po gali trio zaczęło występować w stylizowanych na reality show segmentach „The Meanest Girls”; w pierwszym „odcinku” zaatakowały Taylor Wilde i Saritę, rozpętując bitwę na jedzenie, w drugim natomiast ich ofiarą stała się ODB. Doprowadziło to do ogłoszenia Six-Knockout Tag Team matchu o Knockouts Tag Team Championship i Knockouts Championship. Walka odbyła się na gali Turning Point (15 listopada), zwycięsko wyszły z niej ODB, Wilde i Sarita.
Angelina Love powróciła do TNA 14 stycznia 2010, lecz zamiast ponowienia współpracy z The Beautiful People, zaczęła z grupą rywalizować

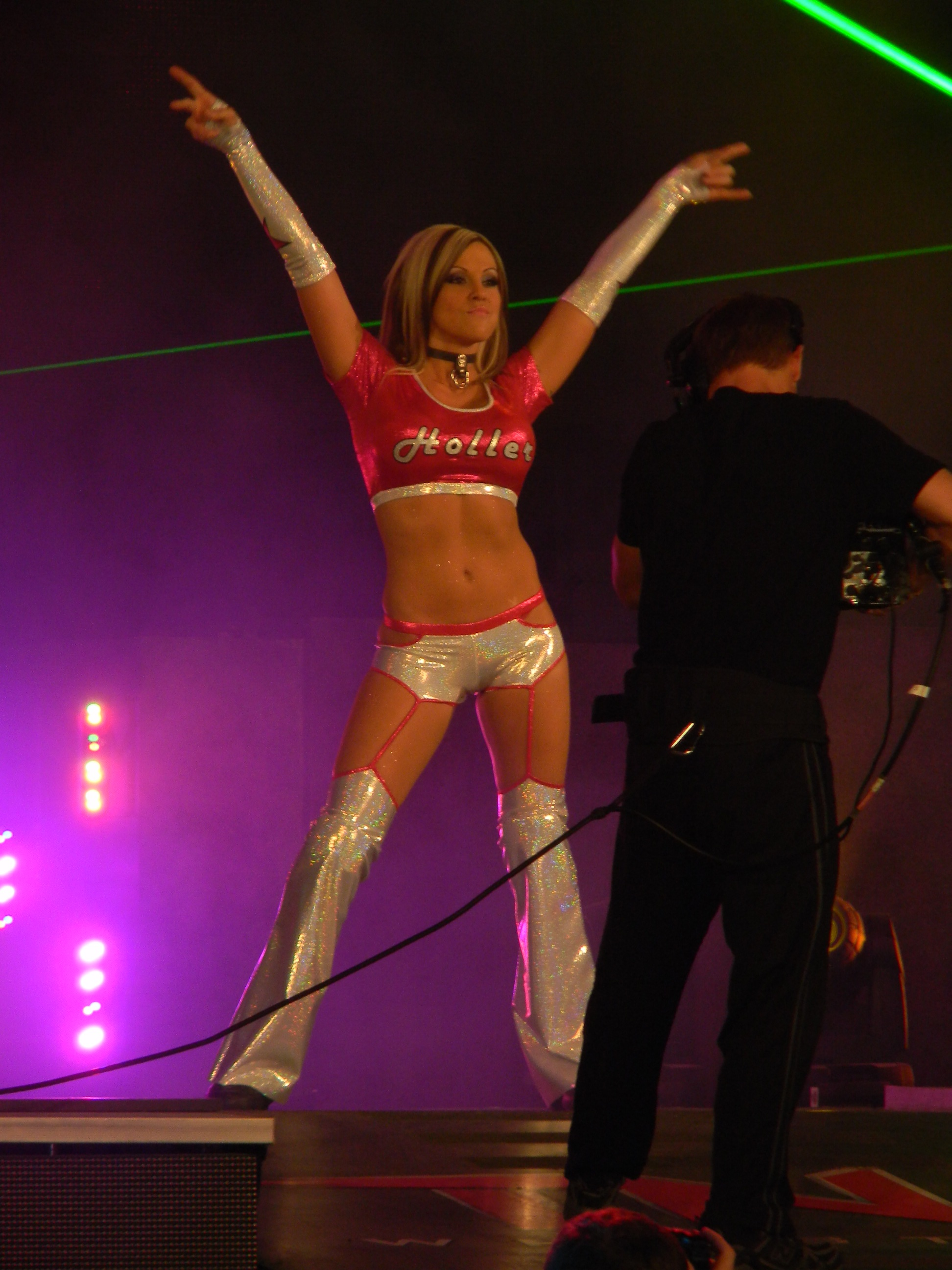
Velvet Sky w 2011

Na Victory Road (11 lipca) Madison Rayne utraciła tytuł mistrzowski w walce z Angeliną Love za sprawą dyskwalifikacji, gdy w pojedynek zaingerowała osoba w kasku motocyklowym na głowie. Zgodnie z ustalonymi wcześniej warunkami mistrzostwo mogło być odebrane Rayne, jeśli Sky lub Erich zainterweniowałyby w meczu. W następnym odcinku Impactu!  członkinie The Beautiful People pokłóciły się, gdy Sky nie pochwaliła niedawnej postawy Rayne, jej zachowania i współpracy z tajemniczą kobietą, na co Rayne odpowiedziała, że nie potrzebuje już Sky. Gdy dwie członkinie grupy odeszły, była mistrzyni i Tara zaatakowały Love. 22 lipca TNA Knockouts Championship powróciło do Rayne, ponieważ władze federacji nie miały dowodu, że osobą, która interweniowała na Victory Road, była Sky lub Von Erich. Sky i Von Erich utraciły tytuły drużynowe 5 sierpnia na rzecz Hamady i Taylor Wilde z powodu nieudanej interwencji mistrzyni Knockoutek i jej towarzyszki. Nieco później wywiązała się bójka między Rayne a Sky na zapleczu, w której ucierpiała Von Erich, próbująca pogodzić przyjaciółki.
Sky mierzyła się z Saritą, która zyskiwała kolejne zwycięstwa po przypięciach członkini The Beautiful People 28 października i 4 listopada, pierwsze w Six Knockout Tag Team matchu, drugie zaś w walce indywidualnej. 9 grudnia The Beautiful People pokonały Saritę i Daffney w pierwszej rundzie turnieju o zawieszone TNA Knockouts Tag Team Championship, ale Sky nadal nie potrafiła przypiąć rywalki. Dwa tygodnie później Kanadyjka zaatakowała ją przed finałowym meczem turnieju, dlatego miejsce Sky u boku Love zajęła Winter; pokonały one Madison Rayne i Tarę i zdobyły tytuły drużynowe. W następnym odcinku Impactu! Sarita była lepsza od Sky w Strap matchu. 27 stycznia 2011 Sky doprowadziła do bijatyki z Winter, zauważywszy, że ta chce rozbić The Beautiful People. Sarita przypięła po raz kolejny Sky w Tag Team matchu, rozegranym 17 lutego, po czym pokonana wyzwała przeciwniczkę na walkę jeden na jeden oraz zgodziła się położyć na szali rywalizacji swoją karierę; ostatecznie 3 marca Sky obroniła swoją pracę. Na Victory Road (13 marca) nieumyślnie spowodowała utratę przez Love i Winter mistrzostwa drużynowego na rzecz Sarity i Rosity. W następnych tygodniach Winter przejmowała coraz większą kontrolę nad zachowaniem swojej podopiecznej za pomocą napoju podawanego jej jako lek i nastawiała ją przeciw przyjaciółce. 24 marca Winter powstrzymała Love przed pomocą Sky, zaatakowanej przez Saritę i Rositę, natomiast podczas walki o TNA Knockouts Tag Team Championship 7 kwietnia z tą samą drużyną Love przeszła heel turn, zaatakowała Sky, pozostawiając ją na pastwę Rosity i Sarity. W następnym tygodniu Sky próbowała przemówić do towarzyszki, lecz została przez nią zaatakowana, następnie 28 kwietnia Love, nie odczuwając otrzymywanych ataków, pokonała ją w pojedynku indywidualnym. Rywalizacja między byłymi członkiniami The Beautiful People dobiegła końca 19 maja, gdy Sky odniosła zwycięstwo nad Love i Winter w 2-on-1 Handicap matchu.

#### Różne rywalizacje  i pierwsze panowanie mistrzowskie (2011–2012)
Pod koniec kwietnia Sky została wmieszana w rywalizację Kurta Angle’a z Jeffem i Karen Jarrettami. Stała się jedną z podejrzanych pracowniczek TNA, które według Jarrett rzekomo miały być tajemniczą panią Angle, zagrażającą jej małżeństwu. Między kobietami doszło do bijatyki, gdy Jarrett zaczęła wulgarnie odnosić się do zawodniczki, następnie Sky została zaatakowana przez Winter i Angelinę Love. 5 maja Kurt Angle i Sky pokonali Love, Winter i Jeffa Jarretta, po czym Angle powiedział Karen, że była członkini The Beautiful People nie jest zapowiedzianą przez niego tajemniczą kobietą. Tydzień później okazała się nią Chyna.
Po pokonaniu 19 maja Angeliny Love i Winter w 2-on-1 Handicap matchu Sky została zaatakowana przez powracającą do federacji ODB. Napastniczka uzasadniła swoje poczynania tym, że Sky była odpowiedzialna za jej ostatnie zwolnienie z TNA. Była członkini The Beautiful People pokonała rywalkę 9 czerwca w pojedynku indywidualnym. W następnym tygodniu próba Sky i Miss Tessmacher w odebraniu TNA Knockouts Tag Team Championship Rosicie i Saricie nie powiodła się, co było spowodowane interwencją ODB. Później zawodniczka została pobita przez antagonistkę i jej nową partnerkę drużynową, Jackie. 23 czerwca Sky i Miss Tessmacher musiały uznać wyższość przeciwniczek w Tag Team matchu. Z pozoru feud zakończył się 7 lipca, gdy Sky zwyciężyła ODB i Jackie w 2-on-1 Handicap matchu, które zgodnie z ustalonymi wcześniej warunkami walki, musiały odejść z federacji. Dwa tygodnie później Mickie James nagrodziła Sky walką o posiadany przez siebie tytuł mistrzowski, ale zanim mecz się rozpoczął, James została zaatakowana przez Angelinę Love i Winter, natomiast, chcąc pomóc mistrzyni, pretendentkę spotkało to samo ze strony powracających ODB i Jackie. Na ratunek przybyła Traci Brooks, która zapowiedział, że nie spocznie w obronie Sky, dopóki jej rywalki będą ją prześladować.
15 września Sky pokonała Angelinę Love, kwalifikując się do Four Way matchu na Bound for Glory (16 października), na którego szali znalazło się TNA Knockouts Championship. Równocześnie 13 października posprzeczała się z Karen Jarrett, wiceprezes ds. Knockoutek, która obrażała ją i nie zgadzała się z tym, że Sky może kiedykolwiek zdobyć TNA Knockouts Championship. Odpowiedzią zawodniczki na te słowa było ośmieszenie wiceprezes na oczach innych Knockoutek z pomocą Traci Brooks, asystentki Jarrett. Wrestlerka zdobyła tytuł mistrzowski na Bound for Glory po zwycięstwie nad Winter (ówczesna mistrzyni), Madison Rayne i Mickie James. Karen Jarrett pełniła w pojedynku rolę gościnnej sędzi, ale w wyniku przypadkowego oślepienia jej przez Winter, miejsce wiceprezes zajęła Brooks i przyznała zwycięstwo Sky. W akcie zemsty 20 października Jarrett kazała wyprowadzić Brooks z areny w asyście ochrony i obiecała, że zamieni jej życie w piekło, natomiast odnośnie do nowej mistrzyni zaplanowała szybkie pozbawienie jej tytułu kobiecego za sprawą powracającej Gail Kim. Wiceprezes ds. Knockoutek zaplanowała pojedynek obu zawodniczek na Turning Point (13 listopada), gdzie Sky utraciła mistrzostwo kobiet na rzecz Kanadyjki. Dwukrotnie, 26 stycznia 2012 i 16 lutego, brała udział w wieloosobowych pojedynkach, na których szali znalazła się szansa walki z Kim o tytuł mistrzowski, jednak dopiero za trzecim razem, 5 kwietnia, wywalczyła sobie to prawo w Six Way matchu. Mimo to na Lockdown (15 kwietnia) nie udało się jej pokonać przeciwniczki w Steel Cage matchu. Była członkini The Beautiful People odbyła 17 maja kolejną walkę o tytuł mistrzowski, lecz znów musiała uznać wyższość Kim, tym razem w Three Way matchu; trzecią uczestniczką była Brooke Tessmacher.
W czerwcu Mickie James zaczęła przejawiać wobec Sky zazdrość z powodu jej występu w klipie muzycznym do piosenki „So Called Life” zespołu muzyki country Montgomery Gentry. Rozwój konfliktu przerwała kilkutygodniowa nieobecność Sky w programie telewizyjnym TNA, w końcu zaś odejście z federacji, potwierdzone przez nią 26 lipca.

### Lucha Libre AAA World Wide (2011)
Sky zadebiutowała  w Lucha Libre AAA World Wide podczas Triplemanii XIX (18 czerwca 2011 r.), kiedy to stworzyła zespół z Angeliną Love, Mickie James i Sexy Star, który pokonał Cynthię Moreno, Faby Apache, Mari Apache i Lolitę w Eight Women Tag Team matchu. 9 października wystąpiła na gali Héroes Inmortales, łącząc siły z Jennifer Blake i Sexy Star w zwycięskim Six Women Tag Team matchu przeciwko Cynthii Moreno, Faby Apache i Mari Apache.

### Powrót do TNA (2012–2016)

#### Mistrzyni Knockoutek (2012–2013)

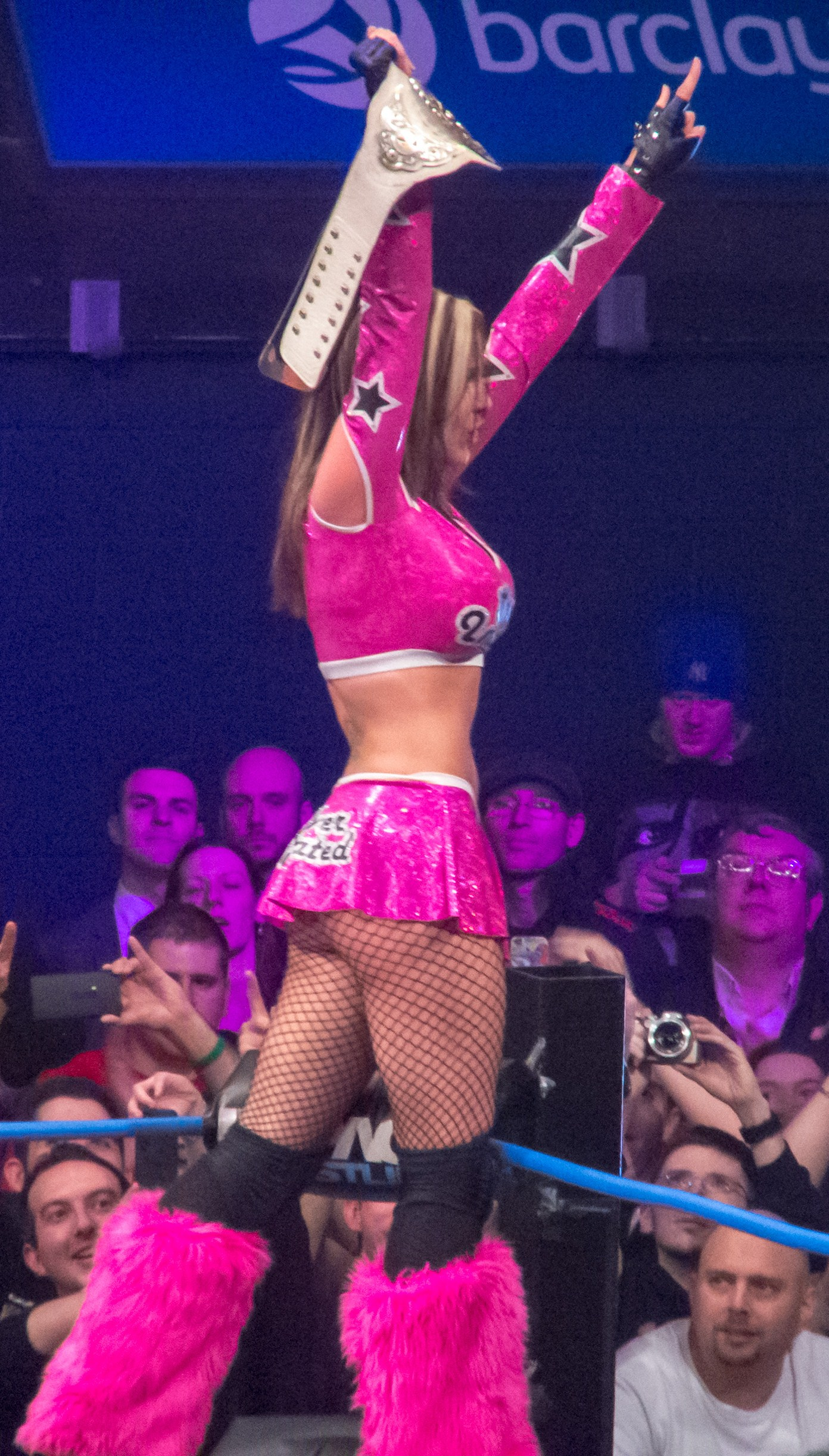
Velvet Sky jako mistrzyni kobiet w 2013

Velvet Sky powróciła do TNA 6 grudnia 2012 r. w roli pozytywnego bohatera, przerywając dialog między Mickie James a Tarą i zapowiadając rychłe zdobycie TNA Knockouts Championship. Tydzień później wygrała pojedynek z Madison Rayne. Podczas gali Genesis, zorganizowanej 13 stycznia 2013 r., otrzymała miano pretendentki do tytułu kobiecego po zwycięstwie w pięcioosobowym Gauntlet matchu, eliminując jako ostatnią Gail Kim. W następnym odcinku programu Impact Wrestling Sky odniosła zwycięstwo nad Kanadyjką w walce rewanżowej. Spotkała się z mistrzynią kobiet, Tarą, 24 stycznia, jednak w wyniku interwencji Jessiego Godderza przegrała mecz. 31 stycznia zawiązała sojusz z Jamesem Stormem i wygrała z Tarą i Godderzem w Mixed Tag Team matchu, przypinając swoją przeciwniczkę.
21 lutego Sky zmierzyła się z Kim, Tarą i Brooke Tessmacher w Fatal Four Way Elimination matchu. Dzięki zamieszaniu wywołanemu w ringu przez nieporozumienie Kim z sędzią, Taryn Terrell, wyeliminował Kanadyjkę jako ostatnią i po raz drugi sięgnęła po TNA Knockouts Championship. Panowanie rozpoczęła od skutecznej obrony tytułu przeciwko Tarze. 7 marca Kim oskarżyła Sky i Terrell o kradzież jej tytułu. W odpowiedzi została spoliczkowana przez byłą członkinię The Beautiful People. Na Lockdown (10 marca) Sky skorzystała ponownie z rywalizacji Kim i Tarrell, które podczas meczu zaczęły bijatykę, przypięła oszołomioną Kanadyjkę i utrzymała mistrzostwo kobiet. 14 marca sprzymierzyła się z Mickie James i pokonała Kim i Tarę w Tag Team matchu. Dwa tygodni później pomogła Terrell odeprzeć atak Kanadyjki i byłej mistrzyni, po czym 4 kwietnia obie musiały uznać wyższość przeciwniczek w Tag Team matchu za sprawą nierzetelnego sędziowania Joeya Ryana. Wkrótce potem TNA ogłosiło, że Sky odniosła w tym pojedynku kontuzję kolana. Mimo urazu, 25 kwietnia, zawodniczka obroniła tytuł w walce z Mickie James. 9 maja Sky i James okazały się lepsze od Kim i Tary. Siedem dni później wygrała z Kim, co sfrustrowało rywalkę, która po meczu skupiła się na ataku na jej kontuzjowaną nogę do czasu interwencji ODB. Panowanie mistrzowskie Sky zakończyło się 23 maja, gdy uległa James, chociaż mogła odmówić wzięcia udziału w starciu przez wzgląd na niedyspozycję zdrowotną oraz propozycję oponentki, aby odłożyć je na inny dzień.
30 maja prosiła nową mistrzynię o mecz rewanżowy na Slammiversary (2 czerwca), ostatecznie go nie otrzymała ze względu na zaplanowany pojedynek James z Kim podczas tego wydarzenia. W trakcie ich rozmowy przybyła „The Empress of the Knockouts”, która po krótkiej sprzeczce ze Sky, zaatakowała jej kolano, po czym uciekła przed interweniującą Terrell. W kolejnych tygodniach wrestlerka starała się stoczyć walkę rewanżową, ale nowa TNA Knockouts Championka zawsze znajdowała pretekst do odmowy, jednocześnie 13 czerwca James przeszła heel turn, atakując jej kolano. Sky dopięła swego 27 czerwca, lecz przegrała spotkanie, gdy mistrzyni zmusiła ją do poddania, po meczu zaś pogłębiła jej uraz. Pod koniec lipca Sky przyznała, że poinformowanie Mickie o swojej słabości było błędem, którego nigdy nie powtórzy. TNA planowało udział Sky podczas Impact Wrestling: Hardcore Justice (15 sierpnia), gdzie wspólnie z ODB miała zmierzyć się z James i Kim. Zamierzenia te pokrzyżowała jej kłopoty zdrowotne, dlatego nie uczestniczyła w wydarzeniu, a zapowiadany pojedynek został zmieniony na Three Way Hardocore match.

#### Związek z Chrisem Sabinem (2013–2014)
We wrześniu Sky nawiązała romantyczną relację ze złym charakterem, Chrisem Sabinem (w życiu prywatnym byli parą), choć sama była face’em. Pomagała mu walczyć z innymi zawodnikami w ramach rywalizacji o TNA Division Championship. Sabin często wykorzystywał w egoistyczny sposób jej lojalność, chowając się za jej plecami w celu ochrony przed atakami wrestlerów lub atakowania ich z zaskoczenia, jak również posyłał ją do ringu, aby odwracała uwagę rywali.
W międzyczasie walczyła z innymi zawodniczkami. 3 października została zaatakowana przez debiutującą Lei’D Tapę, tydzień później przegrała z Brooke w walce o miano pretendentki do tytułu kobiecego. 24 października uległa wspólnie z ODB Kim i Brooke w Tag Team matchu, 7 listopada uczestniczyła w nierozstrzygniętym pojedynku przeciwko ODB i Brooke o miano pretendentki, zaś 28 listopada ponownie przegrała z Tapą.
12 grudnia Sabin posłużył się Sky, aby wygrać z Austinem Ariesem, lecz podstęp nie udał się i utracił pas zdobyty na Bound for Glory (20 października). W odcinku Impact Wrestling z 2 stycznia 2014 r. zagroził jej, że jeśli nie będzie słuchała jego poleceń podczas walki rewanżowej, pożegna się z nią. Przymuszona Sky odwróciła uwagę Ariesa, co pozwoliło Sabinowi odnieść zwycięstwo i odzyskać pas mistrzowski. 16 stycznia, podczas pierwszego specjalnego odcinka Impact Wrestling:Genesis, Sabin zauważył, że Sky rozmawiała z Ariesem za kulisami i chciał wyjaśnić tę sytuację w ringu. Podczas rozmowy obaj zawodnicy zgodzili się na starcie, podczas którego Sky zostanie zamknięta w klatce i w ten sposób nie będzie mogła interweniować. Wrestlerka dodała również, że jeśli Sabin poniesie porażkę, znajdzie sobie inne towarzystwo. 23 stycznia mistrz X Division przekazał prezent swojej „dziewczynie”, w którym znajdował się pluszowy miś i metalowa rurka (przedmiot do ogłuszenia Ariesa podczas spotkania), i prosił ją, aby zabrała zawartości paczki ze sobą na mecz. Sabin nie sprostał rywalowi, jednocześnie Sky odwróciła się od niego, nie przekazując mu w paczce upragnionego przedmiotu. 30 stycznia połączyła siły z Madison Rayne i wygrała z Kim i Tapą, po czym zerwała z Sabinem, który wcześniej zaczął jej ubliżać. 6 lutego wrestler podarował jej pudełko po pierścionku, które było puste, i wyzwał rozczarowaną Sky na przyszłotygodniowy pojedynek i dodał, że to on mówi, kiedy jest koniec. Walka nie doszła do skutku, ponieważ zaatakowała ją pomocniczka Sabina, Alpha Female. Opisane wydarzenie doprowadziło do rozegrania dwóch Tag Team matchów. W pierwszych z nich, mającym miejsce 27 lutego, Tapa i Female były górą nad Sky i Rayne, następnie po meczu obie antagonistki oraz Gail Kim i Sabin napadli na członkinie The Beautiful People. ODB udzieliła wsparcia Sky i Rayne, zmuszając do ucieczki czworo oponentów. Feud Sky i Sabina zakończył się, gdy wspierane przy ringu przez Sabina Kim, Tapa i Female doznały niepowodzenia w walce z trzema protagonistkami w Six Knockouts Tag Team matchu (Sky przypięła Female).

#### The Beautiful People i odejście (2014–2016)
We wrześniu The Beautiful People nawiązały sojusz z The BroMans (Robbie E, Jesse Godderz i DJ Z), walcząc wraz z nimi w pojedynkach, bądź towarzysząc im przy ringu. W tym czasie ich głównymi rywalami byli członkowie The Menagerie (Knux, Rebel, Crazy Steve). W samodzielnym pojedynku przeciwko Terrell i Rayne, rozegranym 29 października, wygrały z rywalkami, gdy Rayne zaatakowała sojuszniczkę i przyłączyła się do dawnych przyjaciółek. Sky i Love wzięły udział 7 stycznia 2015 r. w zwycięskim dla Terrell Battle Royalu, na którego szali znalazło się TNA Knockouts Championship. 23 stycznia Sky towarzyszyła Robbiemu E w Feast or Fired matchu i zdjęła dla niego jedną z walizek. W momencie jej otwierania zawodnik kazał partnerce zajrzeć do nesesera, w której było zwolnienie z federacji. 6 lutego Sky pożegnała się z Angeliną Love, która nie przejęła się zwolnieniem towarzyszki.
Sky zasiadła wśród publiczności 8 maja, po czym skonfrontowała się z Angeliną Love i zaatakowała ją. W ten sposób została ulubienicą publiczności i zakończyła współpracę z The Beautiful People. W odcinku Impact Wrestling wyemitowanym 29 maja Love przyprowadziła ze sobą osobistą ochronę, prowokując Sky, która znajdowała się wśród publiczności; zawodniczka przeskoczyła przez barierki i uderzyła przeciwniczkę, następnie zaś została wyprowadzona z areny przez strażników. Tydzień później zaatakowała obrażającą ją Madison Rayne, ale została powstrzymana przez ochronę Love, która przy okazji kilkukrotnie ją spoliczkowała. Podobny los spotkał jej rywalkę, ponieważ nie zaatakowała wrestlerki, lecz fankę, dlatego służby porządkowe zatrudnione przez federację skuły ją kajdankami i wyprowadziły na za kulisy. 24 czerwca Sky pokonała Love, otrzymując status pełnoprawnej zawodniczki. Dwa tygodnie później była lepsza od Rayne.
W odcinku Impact Wrestling wyemitowanym 19 sierpnia Sky pomogła Gail Kim kontuzjować lewą rękę Taryn Terrell, przywódczyni The Dollhouse, czym naraziła się na gniew grupy. Tydzień później została zaatakowana z rozkazu Terrell, podczas meczu z Brooke Tessmacher o TNA Knockouts Championship, przez Jade, Marti Bell i nową członkinię zespołu, Rebel. 2 września The Dollhouse ponowiło napaść na wrestlerkę, jednak Angelina Love i Madison Rayne udzieliły jej wsparcia, doprowadzając tym samym do odbudowy The Beautiful People w roli face’ów. Sky i Rayne przyszły z pomocą 23 września Kim zaatakowanej przez przeciwniczki po jej zwycięskim meczu z Jade, natomiast 30 września obie przegrały z The Dollhouse w 3 on 2 Handicap matchu. W 2016 r. The Beautiful People powróciło do rywalizacji z grupą, będąc wspieranymi przez Kim w zastępstwie za Love, która spodziewała się dziecka. Kulminacją sporu był 3-on-2 Handicap Lethal Lockdown match podczas Impact Wrestling: Lockdown (23 lutego), kiedy to Marti Bell, Jade i Rebel dzięki zdradzie Marii, wygrały z Velvet Sky i Gail Kim. Madison Rayne nie uczestniczyła w tym starciu, ponieważ ktoś napadł na nią za kulisami i kontuzjował ją.
Sky rozpoczęła indywidualną rywalizację po porażce z Rayne 29 marca w spotkaniu o miano pretendentki do walki o TNA Knockouts Championship. 19 kwietnia uczestniczyła w siedmioosobowym pojedynku z drabinami, którego zwyciężczyni, Maria, osiągnęła status przywódczyni dywizji Knockoutek. W odcinku Impactu! z  17 maja Sky uległa debiutującej zawodniczce, Siennie. Maria dodała do walki warunek, zgodnie z którym, jeśli Sky przegrałaby pojedynek, miała opuścić federację. W rzeczywistości zawodniczka nie przedłużyła umowy z TNA, co organizacja potwierdziła 22 kwietnia.

### Ostatnie występy na scenie niezależnej i emerytura (2016–2017)
Podczas gali federacji Northeast Wrestling o nazwie NEW Wrestling Under The Stars 5, zorganizowanej 27 sierpnia 2016 r., Sky i So Over (Jimmy Preston i Mark Shurman) wygrali z Jakiem Manningiem, Kamaitachi i Sumie Sakai w Six Person Tag Team matchu, natomiast podczas czwartego dnia MCW Autumn Armageddon Tour 2016 (5 listopada) wspólnie z Bullym Rayem i Drolixem zwyciężyli Damiana Martineza, Kena Dixona i Kennadi Brink w No Disqualification matchu.
Szantyr ogłosiła zakończenie kariery zawodniczej 6 lipca 2017 r., aby skupić się na dokończeniu nauki na Post University oraz zacząć pracę trenerki w szkółce wrestlingowej w Danbury. Wkrótce dodała, że nie rozstaje się z wrestlingiem i nadal będzie pojawiała się na wydarzeniach i konwentach wrestlingowych.

## Mistrzostwa i osiągnięcia
- Defiant Pro Wrestling
  - DPW Women’s Championship (1x)
- Georgia Wrestling Alliance
  - GWA Ladies Championship (1x)
- Models Mania
  - Woman of the Year (2013)
- Pro Wrestling Illustrated

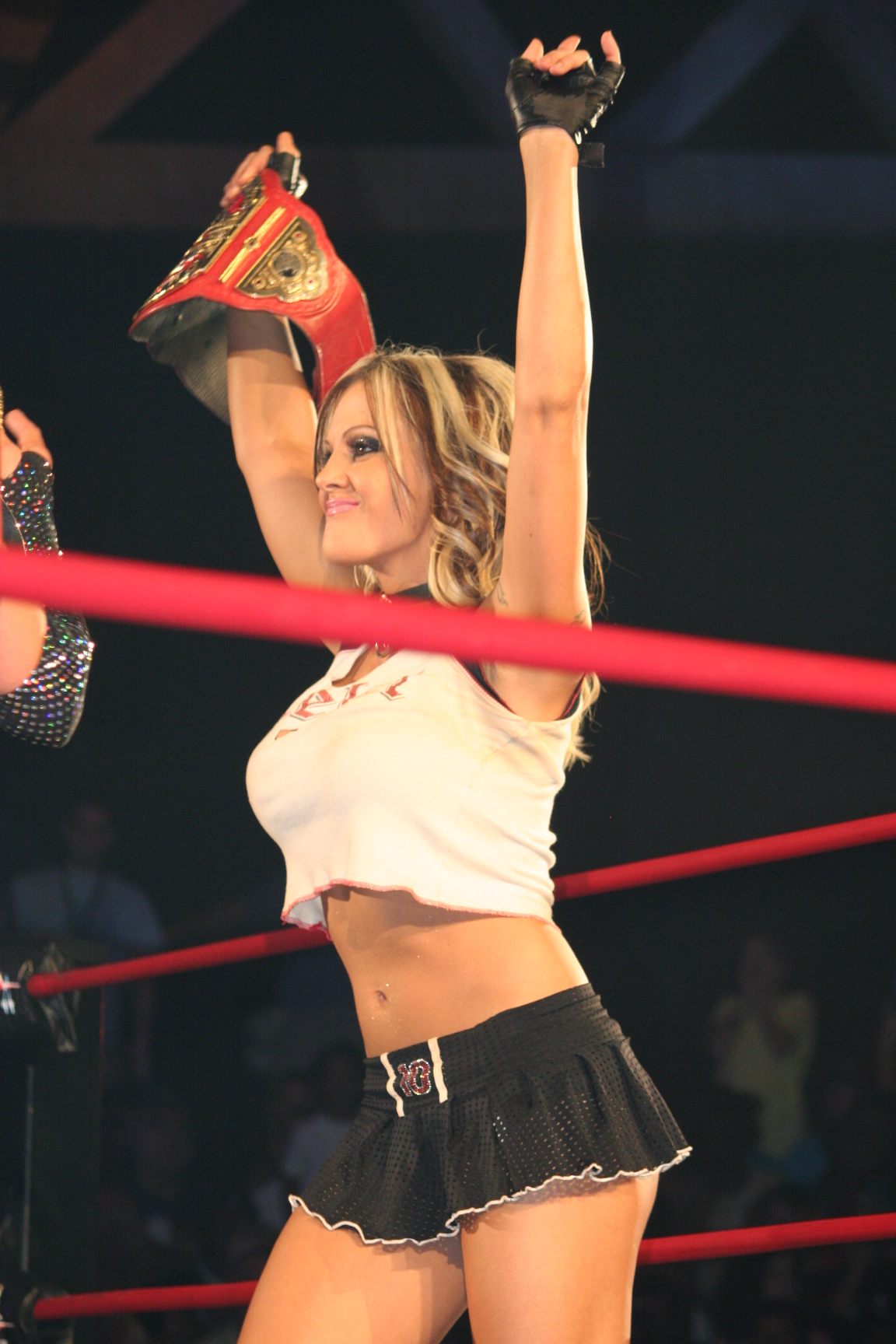

  - PWI umieściło ją na 11. miejscu rankingu wrestlerek PWI Top 50 w 2013
- TNT Pro Wrestling
  - TNT Women’s Championship (1x)
- Total Nonstop Action Wrestling
  - TNA Knockouts Tag Team Championship (1x) – z Lacey Von Erich i Madison Rayne
  - TNA Knockouts Championship (2x)
  - Feast or Fired (2015 – Różowa walizka)
- Universal Wrestling Association
  - UWA Women’s Tag Team Championship (1x) – z Ariel
- Women’s Extreme Wrestling
  - WEW World Championship (1x)
  - WEW World Tag Team Championship (2x) – z April Hunter (1x) i Tiffany Madison (1x)
- World Xtreme Wrestling
  - WXW Women’s Championship (1x)